# Cydosia primaeva
Cydosia primaeva är en fjärilsart som beskrevs av Max Wilhelm Karl Draudt 1927. Cydosia primaeva ingår i släktet Cydosia och familjen nattflyn. Inga underarter finns listade i Catalogue of Life.